# William Boddington
William Boddington   (Jersey City, 22 de novembre de 1910 - Colorado Springs, 15 de novembre de 1996) va ser un jugador d'hoquei sobre herba estatunidenc que va competir durant la dècada de 1930.
El 1932 va prendre part en els Jocs Olímpics de Los Angeles, on va guanyar la medalla de bronze com a membre de l'equip estatunidenc en la competició d'hoquei sobre herba. Quatre anys més tard, als Jocs de Berlín quedà eliminat en la primera ronda de la competició d'hoquei sobre herba.
Entre 1941 i 1945 va servir a la 10a Divisió de Muntanya de l'exèrcit dels Estats Units. Va rebre l'Estrella de Bronze pel seu valor durant la campanya d'Itàlia.
Posteriorment es va instal·lar a Colorado Springs, on va obrir una empresa de fusta i fou el primer entrenador de futbol del Colorado College.